# بلو تانگ
بلو تانگ (انگلیسی: Blue Tongue) شرکت بازی ویدئویی استرالیایی است، که در سال ۱۹۹۵ تأسیس شد.